# Joan Fontaine
Pour les articles homonymes, voir Fontaine.
Joan Fontaine, nom de scène de Joan de Beauvoir de Havilland, est une actrice britannique née à Tokyo le 22 octobre 1917, naturalisée américaine en avril 1943 et morte le 15 décembre 2013 en Californie. Elle apparaît dans plus de 45 films au cours d'une carrière qui a duré cinq décennies. Sœur cadette de l'actrice Olivia de Havilland, leur rivalité est bien documentée dans les médias au sommet de la carrière de Fontaine. Elle a été dirigée par des réalisateurs de renom comme Alfred Hitchcock, Fritz Lang, George Stevens, Max Ophüls ou bien encore Nicholas Ray.
Elle commence sa carrière cinématographique en 1935, en signant un contrat avec RKO Pictures, et tient ses premiers rôles majeurs dans Un homme qui se retrouve (1937) et Gunga Din (1939). Ses perspectives de carrière s'améliorent grandement après son rôle principal dans Rebecca (1940) d'Alfred Hitchcock, pour lequel elle reçoit la première de ses trois nominations à l'Oscar de la meilleure actrice. L'année suivante, elle remporte ce trophée pour son rôle dans Soupçons (1941) d'Hitchcock. Une troisième nomination arrive avec Tessa, la nymphe au cœur fidèle (1943). Elle apparaît principalement dans des films dramatiques dans les années 1940, notamment Lettre d'une inconnue et la comédie L'Extravagante Mlle Dee (tous deux en 1948), qu'elle coproduit avec son deuxième mari William Dozier par l'intermédiaire de leur société de production cinématographique Rampart Productions. Au cours de la décennie suivante, après son rôle dans Ivanhoé (1952), sa carrière cinématographique commence à décliner et elle se tourne vers des rôles au théâtre, à la radio et à la télévision. Elle apparaît dans moins de films dans les années 1960, notamment dans Le Sous-marin de l'apocalypse (1961), et son dernier rôle au cinéma a lieu dans Pacte avec le Diable (1966).
Elle publie son autobiographie, No Bed of Roses, en 1978, et continue à jouer jusqu'en 1994. Ayant remporté un Oscar pour son rôle dans Soupçons, elle est la seule actrice à avoir remporté un Oscar pour un film d'Hitchcock. Elle et sa sœur restent les seules frères et sœurs à avoir remporté les Oscars pour le rôle principal .

## Biographie

### Enfance
Née Joan de Beauvoir de Havilland à Tokyo (Japon), elle est la fille cadette de Walter de Havilland, mandataire de brevets d'origine britannique possédant un bureau au Japon, et de Lilian Augusta Ruse, ex-actrice britannique connue sous son nom de scène Lillian Fontaine, épousée en 1914. Elle est la sœur cadette — plus jeune de quinze mois — de l'actrice Olivia de Havilland. Toutes deux étudient à l'école secondaire de Los Gatos et dans l'école catholique pour filles Notre Dame à Belmont en Californie. Les parents de Joan divorcent quand elle a deux ans. Joan est une enfant maladive et développe une anémie après une rougeole et des infections dues à des streptocoques. Sur le conseil d'un médecin, la mère de Joan emmène ses deux filles aux États-Unis où elles s'établissent à Saratoga (Californie). Sa santé s'améliorant rapidement, elle prend des leçons de diction tout comme sa sœur. À quinze ans, Joan retourne au Japon et vit deux ans avec son père.

### Hollywood: débuts et gloire
Joan fait ses débuts sur scène dans la production sur la côte ouest de Call It A Day en 1935 et signe bientôt un contrat avec la RKO. Plusieurs années plus tard, elle apparaît à Broadway dans Forty Carats. Elle adopte le nom d'épouse de sa mère, remariée en 1919, pour éviter la confusion avec sa sœur aînée qui a gardé son patronyme.
Elle débute en 1935 par un petit rôle dans La Femme de sa vie coréalisé par George Cukor avec Joan Crawford en vedette, puis elle apparaît dans Pour un baiser de George Stevens avec cette fois Katharine Hepburn dans le premier rôle. Elle est ensuite choisie pour un rôle important aux côtés de Fred Astaire (pour son premier film RKO sans Ginger Rogers) : Une demoiselle en détresse (1937), comédie musicale de Stevens à nouveau, mais le public ne suit pas et le film fait un flop. Elle interprète ensuite une douzaine de films, principalement des comédies romantiques avec pour partenaire Richard Dix ou Louis Hayward mais, par manque de réussite, son contrat n'est pas renouvelé à son expiration en 1939. Cette même année, elle tourne le célèbre Gunga Din de son mentor Stevens, film d'aventures viriles dans l'Inde du XIXe siècle qui privilégie les hommes (Cary Grant, Victor McLaglen, Douglas Fairbanks Jr.), et à l'opposé participe à Femmes de George Cukor, avec une myriade d'actrices (Norma Shearer, Joan Crawford, Rosalind Russell, Paulette Goddard...), preuve qu'elle est déjà une actrice qui compte à Hollywood. En 1939 toujours, elle épouse son premier mari, l'acteur britannique Brian Aherne.
La chance lui sourit un soir lors d'une réception où elle occupe la place à côté du producteur David O. Selznick. Selznick et Joan Fontaine évoquent le roman Rebecca de Daphne du Maurier, et le producteur lui demande d'auditionner pour le rôle de l'héroïne. Joan a dû passer une série de tests sur six mois, en compagnie de centaines d'autres actrices (la toute jeune Anne Baxter par exemple), avant d'être finalement choisie pour devenir la femme oppressée de Laurence Olivier. Rebecca marque les débuts américains du réalisateur britannique Alfred Hitchcock. En 1940, le film recueille, lors de sa sortie, des critiques élogieuses. Le film est nommé aux Oscars dans de nombreuses catégories, Joan est nommée à l'Oscar de la meilleure actrice mais, si Rebecca remporte l'Oscar du meilleur film, Joan Fontaine ne remporte pas l'Oscar (Ginger Rogers le reçoit pour Kitty Foyle), elle l'obtiendra l'année suivante pour Soupçons, à nouveau sous la direction de Hitchcock. C'est l'unique Oscar d'interprétation attribué à un film d'Hitchcock.

### Apogée, déclin

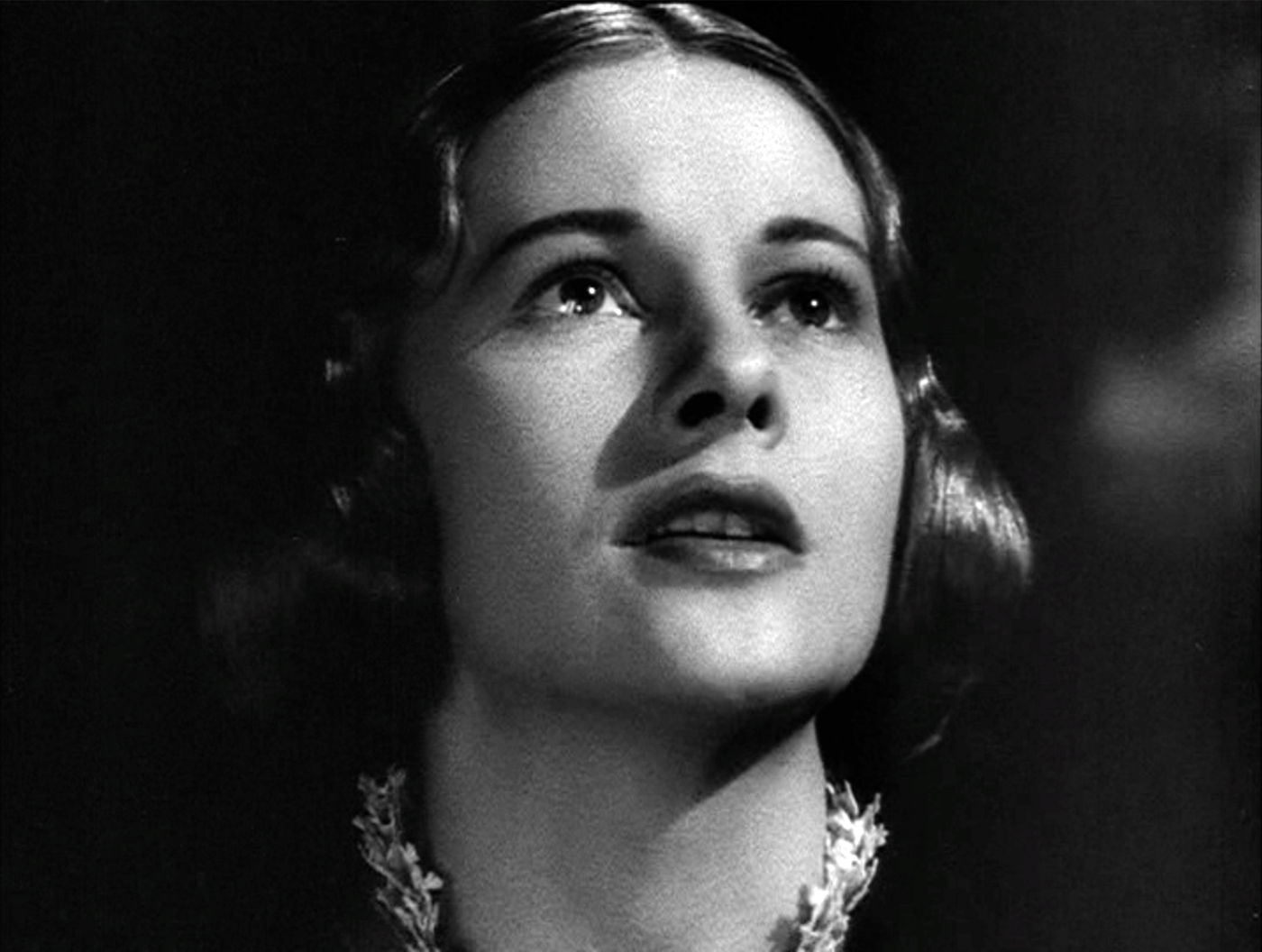
Jane Eyre (1944).

Sacrée star grâce aux deux films de Hitchcock, elle enchaîne les succès dans les années 1940, excellant dans les mélodrames romantiques. Parmi les films marquants de cette période : Âmes rebelles d'Anatole Litvak au côté de Tyrone Power, Tessa, la nymphe au cœur fidèle d'Edmund Goulding (1943) avec Charles Boyer, Jane Eyre d'après Charlotte Brontë (1944) avec Orson Welles, Le Crime de Madame Lexton (1947), Lettre d'une inconnue de Max Ophüls d'après Stefan Zweig (1948, avec Louis Jourdan) et L'aventure vient de la mer de Mitchell Leisen d'après Daphné du Maurier encore. Joan Fontaine retrouve en 1948 la comédie musicale avec La Valse de l'empereur, dirigée par Billy Wilder au côté de Bing Crosby, et le film noir avec Les Amants traqués, réalisé par Norman Foster, face à Burt Lancaster. Par ailleurs elle brille dans la comédie, aux côtés de George Brent ou de James Stewart.
Les années 1950 lui sont moins favorables, ses succès au cinéma se raréfient. Ni le très sombre Born to be Bad de Nicholas Ray avec Robert Ryan qui ne reçoit pas l'accueil attendu, ni Les Amants de Capri de William Dieterle (où figurent Joseph Cotten et Françoise Rosay) en 1950, ni même ses retrouvailles avec George Stevens pour L'Ivresse et l'amour, drame avec Ray Milland, n'égalent auprès du grand public ses triomphes passés. Seul de cette période Ivanhoé (1952), classique du film d'aventures moyenâgeuses, obtient du succès, mais même si elle partage encore le haut de l'affiche avec Robert Taylor, la beauté de la jeune et brune Elizabeth Taylor est loin de passer inaperçue.

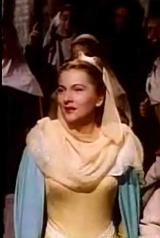
Ivanhoé (1952).

De la même façon, Joan Collins est la présence sexy des Pages galantes de Boccace (1953), où Fontaine et Jourdan partagent une nouvelle fois l'affiche, et de Une île au soleil (1957) de Robert Rossen. Dans ce film, Joan Fontaine joue le rôle d'une femme scandaleuse partagée entre James Mason et Harry Belafonte. Dans Femmes coupables de Robert Wise, l'actrice mûrissante rivalise avec les jeunes Jean Simmons et Piper Laurie auprès du juvénile Paul Newman. Promue « grande dame de l'écran » à 35 ans, Joan passe de la parodie (La Grande Nuit de Casanova de Norman Z. McLeod, en compagnie de Bob Hope) au film d'auteur (The Bigamist de et avec Ida Lupino), tourne avec Anthony Mann et mène la distribution de Un certain sourire d'après Françoise Sagan. Elle s'essaie même tardivement à la science-fiction : Le Sous-marin de l'apocalypse mis en scène en 1961, avec Walter Pidgeon en covedette.
Ses deux derniers rôles marquants au cinéma, Joan Fontaine les doit à deux vétérans : Fritz Lang qui la confronte une dernière fois au film noir dans L'Invraisemblable Vérité (1956) et Henry King qui lui offre un dernier grand rôle en héroïne de Francis Scott Fitzgerald dans Tendre est la nuit (1962), avec comme partenaires Jennifer Jones, Jason Robards et Tom Ewell. Son ultime apparition au cinéma date du Pacte avec le diable (1966) qu'elle coproduit. 

### Télévision et théâtre
Joan Fontaine travaille pour la télévision dès les années 1950 et s'illustre aussi sur scène. Elle reçoit des critiques positives à Broadway pour son rôle de Laura dans Thé et Sympathie en 1954 aux côtés d'Anthony Perkins. Dans les années 1960, elle poursuit ses apparitions scéniques dans plusieurs productions, dont Private Lives, Cactus Flower et la production autrichienne The Lion in Winter. Dans les deux décennies suivantes (1970-1980), elle apparaît de temps à autre à la télévision ; elle est nommée pour un Emmy pour le soap opera Ryan's Hope en 1980.
Elle a son étoile sur le Hollywood Walk of Fame au 1645 Vine Street.

En 1979, elle publie son autobiographie, No Bed of Roses. 

### Vie privée et famille
Joan Fontaine a été mariée quatre fois : de 1939 à 1945 avec Brian Aherne ; de 1946 à 1951 avec William Dozier dont elle a une fille  Deborah Leslie Dozier en 1948 ; de 1952 à 1961 avec Collier Young ; et de 1964 à 1969 avec Alfred Wright, Jr., rédacteur de magazine.
Elle a adopté une jeune Péruvienne, Martita.
Elle a résidé à Carmel en Californie, vivant dans un relatif isolement.

### Rivalité familiale

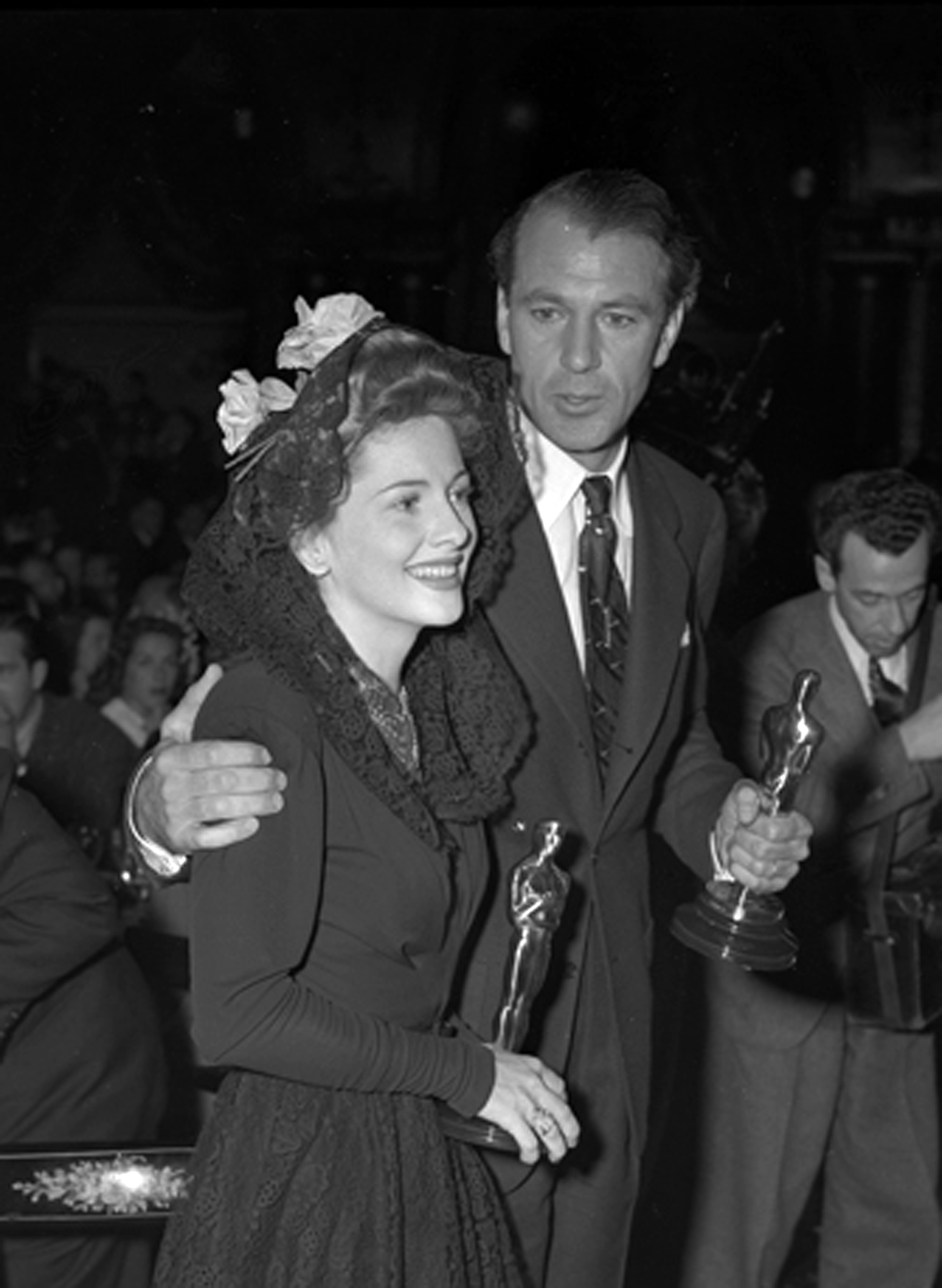
Joan Fontaine et Gary Cooper recevant tous deux un Oscar en 1942.

Olivia de Havilland devient actrice la première. Lorsque Joan Fontaine décide de suivre la même voie, leur mère aurait refusé de la laisser utiliser leur nom de famille. Elle est donc contrainte de prendre un autre nom : Joan Burfield, puis Joan Fontaine, ancien nom de scène de sa mère.
Le biographe Charles Higham rapporte que les deux sœurs ont entretenu une relation difficile dès la prime enfance, Olivia de Havilland déchirant les vêtements de sa cadette. Il semble en réalité que la querelle entre les sœurs ait eu comme origine le fait que Joan considérait que leur mère avait toujours préféré Olivia. En 1942, elles sont toutes deux nommées pour l'Oscar de la meilleure actrice. Joan Fontaine le remporte pour son rôle dans Soupçons, (Olivia de Havilland étant nommée pour Par la porte d'or). D'après Higham, Joan Fontaine « se sentit coupable d'avoir gagné étant donné son manque d'ambition de carrière… » Toujours est-il que lors de cette soirée, Joan Fontaine refusa les félicitations de sa sœur au moment où elle se leva pour monter sur scène recevoir son prix. Plusieurs années plus tard, Olivia de Havilland devait se souvenir du comportement de sa sœur et lui rendit la pareille, en refusant de la saluer lors d'une soirée ; il faut préciser que Joan Fontaine venait de tenir des propos peu amènes sur son beau-frère. Les relations entre les deux sœurs continuèrent à se détériorer après l'incident des Oscars en 1942. D'après Higham, c'est le premier accroc de ce qui deviendra une brouille à vie, les deux sœurs ne se parlant plus à partir de 1975[réf. nécessaire]. Joan Fontaine dira même : « Je me suis mariée la première, j'ai gagné l'Oscar avant Olivia et, si je meurs la première, elle sera sans doute folle de rage parce que je l'aurai encore battue. »
Selon Joan, Olivia ne l'invita pas au service mémorial de leur mère récemment décédée. Olivia démentit, déclarant l'avoir invitée, mais ayant essuyé un refus de Joan, trop prise pour assister à la cérémonie. Higham prétend que Joan eut aussi des relations difficiles avec ses propres filles, probablement après avoir découvert qu'elles entretenaient une relation secrète avec leur tante Olivia. Joan Fontaine s'est exprimée sur sa brouille avec sa sœur dans une émission télévisée sur la chaîne canadienne CBCtv.

## Récompenses

### Oscar
- 1941 : nomination Meilleure actrice pour Rebecca
- 1942 : meilleure actrice pour Soupçons
- 1943 : nomination Meilleure actrice pour Tessa, la nymphe au cœur fidèle

### New York Film Critics Circle Award
1941 : meilleure actrice pour Soupçons

## Filmographie

### Cinéma
- 1935 : La Femme de sa vie (No more ladies) d'Edward H. Griffith et George Cukor (sous le pseudonyme de Joan Burfield) : Caroline Rumsey
- 1937 : A Million to One de Lynn Shores (en) : Joan Stevens
- 1937 : Pour un baiser (Quality street) de George Stevens : Charlotte Parratt
- 1937 : Un homme qui se retrouve (The Man Who Found Homself) de  Lew Landers : nurse Doris King
- 1937 : You Can't Beat Love (en) de Christy Cabanne : Trudy Olson
- 1937 : Musique pour madame de John G. Blystone : Jean Clemens
- 1937 : Une demoiselle en détresse  (A Damsel in Distress) de George Stevens (A Damsel in Distress) : Lady Alyce Marshmorton
- 1938 : Mademoiselle a disparu (Maid's Night Out) de Ben Holmes : Sheila Harrison
- 1938 : Blond Cheat de Joseph Santley : Juliette Evans
- 1938 : Les Géants du ciel (Sky Giant) de Lew Landers : Meg Lawrence
- 1938 : The Duke of West Point d'Alfred E. Green : Ann Porter
- 1939 : Gunga Din de George Stevens : Emmy
- 1939 : Man of Conquest de George Nichols Jr. : Eliza Allen
- 1939 : Femmes (The Women) de George Cukor : Mme Peggy Day
- 1940 : Rebecca d'Alfred Hitchcock : la seconde Mme De Winter
- 1941 : Soupçons (Suspicion) d'Alfred Hitchcock : Lina
- 1942 : Âmes rebelles (This Above All) d'Anatole Litvak : Prudence Cathaway
- 1943 : Tessa, la nymphe au cœur fidèle (The Constant Nymph) d'Edmund Goulding : Tessa Sanger
- 1943 : Jane Eyre (Jane Eyre) de Robert Stevenson : Jane Eyre
- 1944 : L'aventure vient de la mer (Frenchman's Creek) de Mitchell Leisen : Dona Saint Columb
- 1945 : Les Caprices de Suzanne (The Affairs of Susan) de William A. Seiter : Susan Darell
- 1946 : From This Day Forward de John Berry : Susan Cummings
- 1947 : Le Crime de Madame Lexton (Ivy) de Sam Wood : Ivy Lexton
- 1948 : Lettre d'une inconnue (Letter from an Unknown Woman) de Max Ophüls : Lisa Berndle
- 1948 : La Valse de l'empereur (The Emperor Waltz) de Billy Wilder : Johanna Augusta Franziska
- 1948 : L'Extravagante Mlle Dee (You Gotta Stay Happy) comédie de H.C. Potter : Diana Dillwood / Dottie Blucher
- 1948 : Les Amants traqués (Kiss the Blood Off My Hands (USA) ou Blood On My Hands (R-U)) de Norman Foster : Jane Wharton
- 1950 : La Femme aux maléfices (Born to Be Bad) de Nicholas Ray : Christabel Caine Carey
- 1950 : Les Amants de Capri (September Affair) de William Dieterle : Marianne Stuart
- 1951 : La Part du jeu (Darling, How Could You!) de Mitchell Leisen : Mme Alice Grey
- 1952 : L'Ivresse et l'amour (Something to Live For) de George Stevens : Jenny Carey
- 1952 : Ivanhoé (Ivanhoe ou Sir Walter Scott's Ivanhoe) de Richard Thorpe : Rowena
- 1952 : Othello (Othello ou The Tragedy of Othello: The Moor of Venice) d'Orson Welles : Page
- 1953 : Pages galantes de Boccace (Decameron Nights) de Hugo Fregonese : Fiametta / Bartolomea / Ginevra / Isabella
- 1953 : Vol sur Tanger (Flight to Tangier) de Charles Marquis Warren : Susan Lane
- 1953 : The Bigamist de et avec Ida Lupino : Eve Graham
- 1954 : La Grande Nuit de Casanova (Casanova's Big Night ou Mr. Casanova) de Norman Z. McLeod : Francesca Bruni
- 1956 : Serenade d'Anthony Mann : Kendall Hale
- 1956 : L'Invraisemblable Vérité (Beyond a Reasonable Doubt) de Fritz Lang : Susan Spencer
- 1957 : Une île au soleil (Island in the Sun) de Robert Rossen : Mavis Norman
- 1957 : Femmes coupables (Until They Sail) de Robert Wise : Anne Leslie
- 1958 : Un certain sourire (A Certain Smile) de Jean Negulesco : Françoise Ferrand
- 1961 : Le Sous-marin de l'apocalypse (Voyage to the Bottom of the Sea) d'Irwin Allen : Dr Susan Hiller
- 1962 : Tendre est la nuit (Tender Is the Night) d'Henry King : Baby Warren
- 1966 : Pacte avec le diable (The Witches ou The Devil's Own) de Cyril Frankel

### Télévision
- 1953 et 1955 : Four Star Playhouse (série) : Trudy Overmeyer
- 1955 : Letter to Loretta (série) : Guest Host
- 1956 : The Ford Television Theatre (en) (série) : Julie
- 1956 : The 20th Century Fox Hour (série) : Lynne Abbott
- 1956-1957 : On Trial (série) : Adrienne
- 1956, 1957, 1958, 1960 et 1961 : General Electric Theater (série) : Linda Stacey
- 1959 : Westinghouse Desilu House (série) : Margaret Lewis
- 1960 : Startime (série) : Julie Forbes
- 1961 : The Light that Failed (téléfilm) : une hôtesse
- 1961 : Échec et mat (Checkmate) (série) : Karen Lawson
- 1962 : The Dick Powell Show (en) (série) : Valerie Baumer
- 1963 : Suspicion (The Alfred Hitchcock Hour) (série) : Alice Pemberton
- 1963 : La Grande Caravane (Wagon Train) (série) : Naomi Kaylor
- 1965 : The Bing Crosby Show (série) : Mme Taylor
- 1975 : Cannon (série) : Thelma Cain
- 1978 : The Users (téléfilm) : Grace Saint George
- 1980 : Ryan's Hope (série) : Paige Williams
- 1981 : La croisière s'amuse (The Love Boat) (série) : Jennifer Langley
- 1983 : Bare Essence (série) : Laura
- 1986 : Hôtel (série) : Ruth Easton
- 1986 : Crossings (série) : Alexandra Markham
- 1986 : Dark Mansions (téléfilm) : Margaret Drake
- 1994 : Good King Wenceslas (téléfilm) : la reine Ludmilla

## Publications
- (en-US) Current Biography 1944, H. W. Wilson Company, 1945
- (en-US) No Bed of Roses, Berkley Publishing Group, 1979  (ISBN 0-425-05028-9)